# سعدی (بستان‌آباد)
روستای سعدی، که در دهستان عباس شرقی، بخش تیکمه‌داش، شهرستان بستان‌آباد واقع شده‌است.

## موقعیت جغرافیایی
روستای سعدی از طرف شمال به روستای گلهین، از سوی شرق به روستای بنفشه درق، از طرف جنوب به روستای عمودیزج و از طرف غرب به روستای جداقیه و قره چمن محدود می‌شود.
فاصله این روستا تا مرکز شهرستان یعنی بستان آباد ۳۶ کیلومتر و فاصله آن با شهر تبریز مرکز استان، ۱۰۲ کیلومتر است.
ارتفاع روستای سعدی از سطح دریا، ۱۶۷۸ متر می‌باشد.
آب و هوای این روستا به جهت قرار گرفتن در دامنه کوه‌های پیرامونی، در زمستان سرد و در تابستان‌ها معتدل و خوش و آب هواست.

## وجه تسمیه
وجه تسمیه روستای سعدی می‌توان به سابقه تدریس کتب گلستان و بوستان سعدی اشاره کرد.
به‌طوری‌که بر خلاف روستاهای اطراف، ریش سفیدان این روستا در کنار ایجاد مدرسه دولتی؛ کلاس‌های تدریس به نام «مکتب دینی» برپا می کردند. و استادان کلاس‌های مکتبی توسط اهالی از استادان معرف منطقه با هزینه‌های خود مردم روستا تأمین می‌ شد. این کلاس‌ها عمدتاً در فصول زمستان؛ که مردم بیکار بودند برپا می‌شد. به این ترتیب که کلاس‌ها در اتاق‌های مناسب یکی از اهالی به تأمین هزینه توسط مردم برگزار می‌شد؛ استاتید نیز هر شبانه روز در خانه یکی از اهالی میهمان بودند. روش تدریس بر اساس رتبه‌بندی و سطح تحصیلات دانش آموزان مکتب بود به‌طوری‌که استاد در راس اتاق جلوس می‌نمود و شاگردان نیز در طرف وی به ترتیب از بالا به پایین در روی زمین می‌نشستند. شاگردان کتب به ترتیب: کتاب نصاب بر حسب این که دانش آموزان در کتاب صفحه کتاب بودند، بعد کتاب گلستان، بعد کتاب قرآن مجید و در پایین‌ترین سطح جزوه «چره که» بودند که این گروه‌ها نیز بر حسب این که در کدام صفحه کتب و چره که هستند رتبه‌بندی و به ترتیب از بالاترین رتبه تا پایین‌ترین آب می‌نشستند. استاد در هر روز تدریس هر دانش آموزش را تدریس  کرده ولی اشکلات بعدی توسط هر دانش آموزش از دانش آموز رتبه بالاتر رفع اشکال می شود. بدین ترتیب بود که وجه تسمیه نام روستای سعدی.

## زبان
مردم این روستا همانند سایر نقاط استان، ترکی آذری صحبت می‌کنند.
این روستا از قدیم الایام که دارای مسجدی بوده کوچک که دارای معجر چوبی برای بانوان بوده و کف مسجد پوشیده از حصیر بود. علاوه برای استفاده اهالی روستا از مسجد در ایامی مثل محرم، رمضان و سایر مناسبت‌ها، مسافران عبوری به ویژه رانندگان ترک برای استراحتی کوتاه و اقامه نماز از آن استفاده می‌کردند. بعد از انقلاب مسجد قدمی تجدید بنا گردید و نسبت به مسجد قدیمی نسبتاً برزگتر احداث و مورد استفاده اهالی و مسافران قرار گرفته ‌است.

## میراث
از آثار تاریخی قابل ذکر این روستا می‌توان به آسیاب آبی اشاره  کرد که به مرور زمان خود آسیاب تخریب شده و از بین رفته ‌است ولی کانال یا نهر آن در بخشی از روستا قابل مشاهده است که از اراضی روستای بنفشه درق سرچشمه گرفته و بعد از طی مسافتی طولانی به آسیاب روستا در پایین روستای سعدی می‌رسید و بعد از استفاده در آسیاب، مورد استفاده مجدد کشاورزان پایین دستی روستا قرار می‌گرفته. چند غار نیز در این روستا وجود دارد.

## رودخانه قره چمن
رودخانه سیاه چمن (قره چمن) از ریزابه‌های سمت چپ شهری جایی از ارتفاعات قسمت غربی برغوش سرچشمه گرفته و نزدیکی روستای سیاه چمن به رودخانه شهری چای می‌خورد. سرچشمه شهری چای از کوه‌های اوجان است و به نوشته مستوفی، احتمالاً در قدیم رود میانج‌ نامه داشته‌است.
قسمت علیای رود شهری چای از قسمت شرقی سهند سرچشمه می‌گیرد و اراضی دهستان عباسی را آبیاری نموده و به سوی میاه جریان می‌یابد.

## جمعیت
جمعیت این روستا قبل از انقلاب بیش از ۶۰ خانوار و حدود ۳۰۰ نفر بود که در حال حاضر در فصل زمستان، حدود۱۰ خانوار و در تابستان، ۲۰ خانوار می‌رسد.
بر اساس سرشماری عمومی نفوس و مسکن سال ۱۳۹۵؛ این روستا، ۱۳ خانوار و ۳۵ نفر جمعیت دارد که از این تعداد ۱۷ نفر زن و ۱۸ نفر آن مرد هستند.این